# Стенли Севидж
Стенли Джордж Севидж (на английски: Stanley George Savige) е австралийски офицер, генерал-лейтенант.

## Биография
Севидж е роден на 26 юни 1890 година в Моруел, Виктория. Постъпва в армията в началото на Първата световна война и за заслуги по време на Галиполската операция получава офицерско звание. След това воюва на Западния фронт, а през 1918 година и в експедиционния корпус на Британската империя в Задкавказието, станал известен като Дънстърфорс.
В междувоенния период Стенли Севидж ръководи благотворителната организация Легаси Острейлия. В началото на Втората световна война командва Седемнадесета пехотна бригада по време на Северноафриканската кампания и Битката за Гърция, като става известен с критиките си към професионалните военни.
В началото на 1942 година Севидж е върнат в Австралия като командващ Трета дивизия, която през следващата година е включена в Новогвинейската кампания. Повишен в генерал-лейтенант, през 1944 година той поема командването на Втори корпус в Бугенвилската кампания. След войната Севидж работи в частния сектор.
Стенли Севидж умира на 15 май 1954 година в Кю край Мелбърн.